# Dordt College
Dordt College is een christelijk liberal arts college, gelegen in de Amerikaanse plaats Sioux Center in de staat Iowa.
Dit college werd in 1955 opgericht door leden van de Christian Reformed Church in North America, afstammelingen van Nederlandse emigranten. Dit kerkverband was een zusterkerk van de Gereformeerde Kerken in Nederland. Het college heeft ongeveer 1300 studenten en 78 faculteitsmedewerkers (fte). De naam is een verwijzing naar de Synode van Dordrecht.
De Christian Reformed Church in North America heeft nog twee liberal arts colleges, het Calvin College en het Trinity Christian College, plus drie theologische opleidingen, het Calvin Theological Seminary, het Kuyper College en het Institute for Christian Studies.